# 中皮腫・じん肺・アスベストセンター
中皮腫・じん肺・アスベストセンターは、2003年にアスベスト患者やその家族、日常環境でのアスベストの飛散事故の相談窓口として発足した非営利団体である。測定・調査・研究などをはじめ、アスベスト被害の予防と被害者への支援に力を注いでいる。